# Censo demográfico do Brasil de 1872

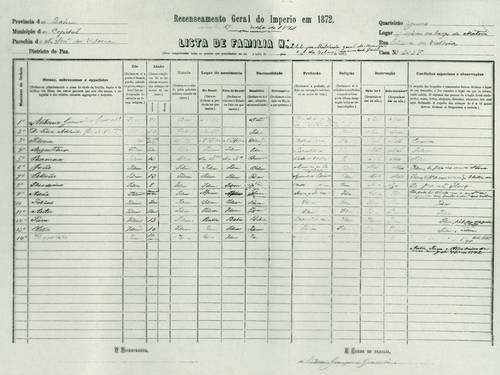
As listas de família eram preenchidas geralmente pelo/pela chefe do domicílio, na época chamado de "fogo".

O censo demográfico do Brasil de 1872, também conhecido como Recenseamento da População do Imperio do Brazil, foi a primeira operação censitária realizada em território brasileiro, à época imperial.
O Império do Brasil estava realizando um desmonte do chamado "elemento servil", por isso, precisaria estimar a diminuição anual do número de escravos no país.
Foram recenseados todos os moradores em domicílios (chamados de "fogos") particulares e coletivos e que se encontravam nele na data de referência do censo que foi o dia 1º de agosto de 1872. A distribuição da população se fez segundo a cor, o sexo, o estado de livres ou escravos, o estado civil, a nacionalidade, a ocupação e a religião.

## Diretoria Geral de Estatística
Durante o período imperial, o governo sentiu necessidade de obter dados estatísticos para melhor conhecer o País. Por conta disso, em 1871, pelo decreto n. 4676, em cumprimento à lei 1.829, criou-se a Diretoria Geral de Estatística (DGE), para organizar as atividades estatísticas nacionais e realizar, no ano seguinte, o primeiro recenseamento feito no Brasil. Com a instalação da República, o novo governo reorganizou a DGE e ampliou suas atividades, implantando o registro civil de nascimentos, casamentos e óbitos. A partir de 1890, realizados pela então Direção Geral de Estatística, os censos ocorreram de dez em dez anos, com a exceção de 1910 e 1930, nos quais a conjuntura política impediu a realização. A DGE foi dissolvida em 1931, e apenas em 1934 seria criado um órgão equivalente, o Instituto Brasileiro de Geografia e Estatística (IBGE).

## Perfil da população

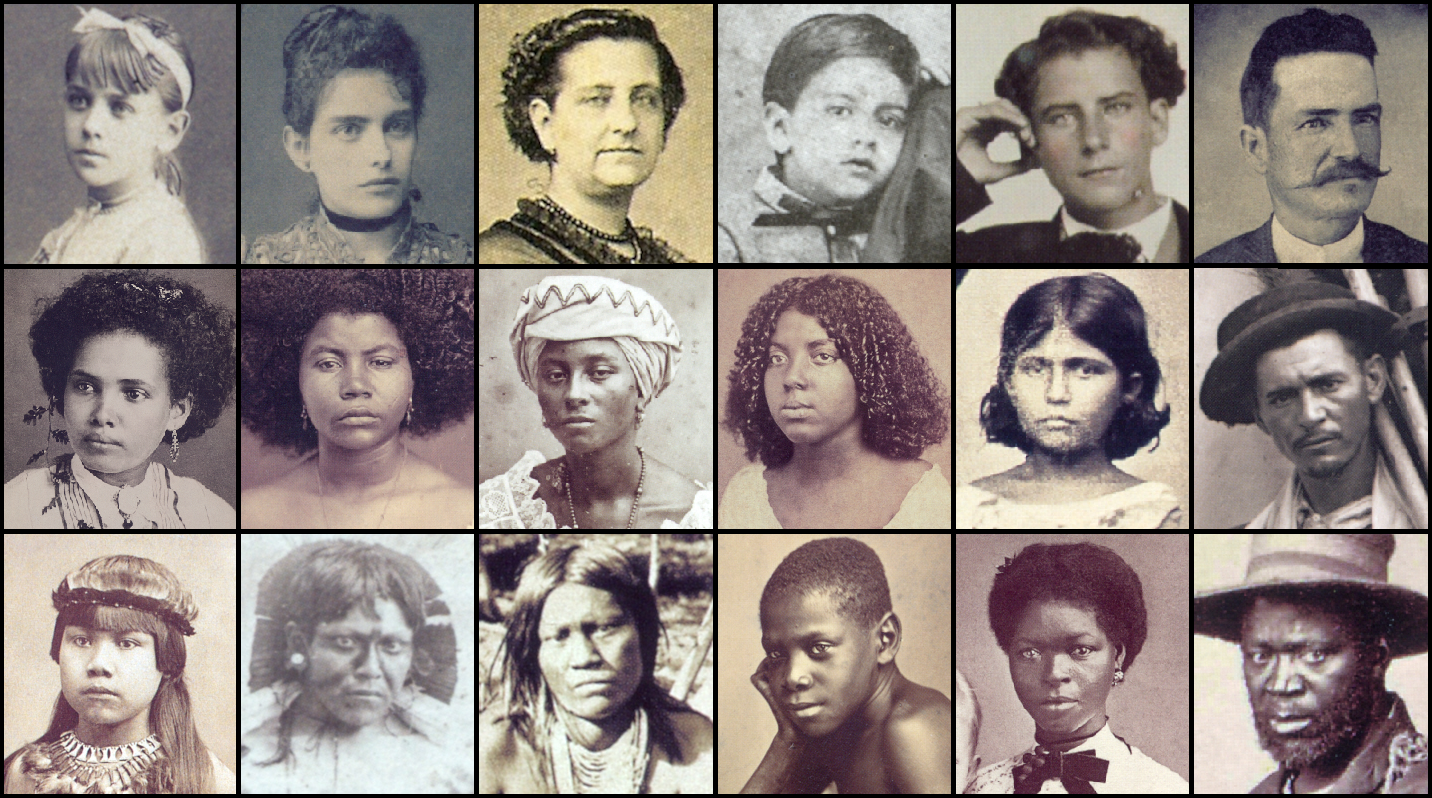
Brasileiros do século XIX. 1ª linha: brasileiros brancos. 2ª linha: brasileiros pardos (da esquerda para a direita: duas mulheres mulatas, duas mulheres cafuzas e uma garota e um homem caboclo). 3ª linha: três brasileiros índios de diferentes tribos seguidos por afro-brasileiros de diversas etnias

Os resultados finais revelaram que o Brasil tinha 9.930.478 habitantes, sendo 5.123.869 homens e 4.806.609 mulheres. Os homens representavam 51,6%, e as mulheres 48,4% da população total. Com relação ao número de habitantes, os resultados não incluem 181.583 habitantes, estimados para 32 paróquias, nas quais não foi feito o recenseamento na data determinada.
Segundo o censo  38,3% eram pardos, 38,1% brancos e 19,7% negros. Os índios, nomeados no censo como "caboclos", perfaziam 3,9% do total, curiosamente, os indígenas ficaram durante 101 anos sem aparecer como categoria separada nos levantamentos populacionais, só retornando em 1991. No caso dos indígenas, alguns, pelo tom de pele, podem ter sido classificados como “pardos”; além disso, a ampla maioria dos povos originários foi ignorada pelo censo, porquanto diversas aldeias não foram contadas, porque houve dificuldade de se chegar a elas. Devemos considerar, também, que inúmeros povos indígenas viviam em tribos isoladas, conservando seus hábitos tradicionais de existência.
Em 1872, os escravos representavam 15,2% da população brasileira, destes 31% foram declarados como sendo pardos. Alguns municípios possuíam mais escravos que pessoas livres, como em Santa Maria Magdalena, São João da Barra, Valença, Pirahy e Vassouras, no Rio de Janeiro; Bananal, em São Paulo; Santa Cruz, na Bahia; e São Luiz Gonzaga, no Maranhão.
Os estrangeiros somavam 3,8% da população do Brasil. Do total de imigrantes, 36% eram escravos. Os “africanos”, escravos, livres ou libertos, eram a maior parte dos estrangeiros (46%); em seguida, estão portugueses (33%), alemães (10,5%), italianos (2,1%) e franceses (1,8%). Apesar de não estarem arrolados no censo, a maioria dos "africanos", eram provenientes de diversos grupos étnicos, os predominantes eram: os Iorubás, Bantos, Minas, Jejes, Hauçás; oriundos de ao menos oito grandes regiões do continente, como Senegâmbia, Golfo do Benim, África Centro-Ocidental e Golfo de Biafra, e outras.
Entre a população livre, 23,4% dos homens e 13,4% das mulheres foram considerados alfabetizados. Da população que tinha entre 6 e 15 anos, 17% dos homens e 11% das mulheres frequentavam escolas. Os dados populacionais por faixa etária mostraram que 24,6% da população eram de crianças menores de 10 anos de idade; 21,1% eram adolescentes e jovens entre 11 e 20 anos; 32,9% eram adultos entre 21 e 40 anos; 8,4 % tinham entre 41 e 50 anos; 12,8% tinham entre 51 e 70 anos; e, por último, apenas 3,4 % tinham mais de 71 anos de idade.
99,72% da população foi classificada como católica (9.902.712 pessoas) e 0,28% (27.766) como não católica. 80% dos “acatólicos” eram imigrantes alemães. Esses dados, contudo, devem ser analisados com cautela. Havia, naquela época, cerca de 383 mil índios, que seguiam suas próprias concepções religiosas. Além do mais, todos os escravos foram classificados como católicos, porém muitos deles mantinham a religiosidade originária da África que, após a abolição, daria origem às religiões afro-brasileiras.

Províncias e o Município Neutro no território do Império do Brasil em 1872.

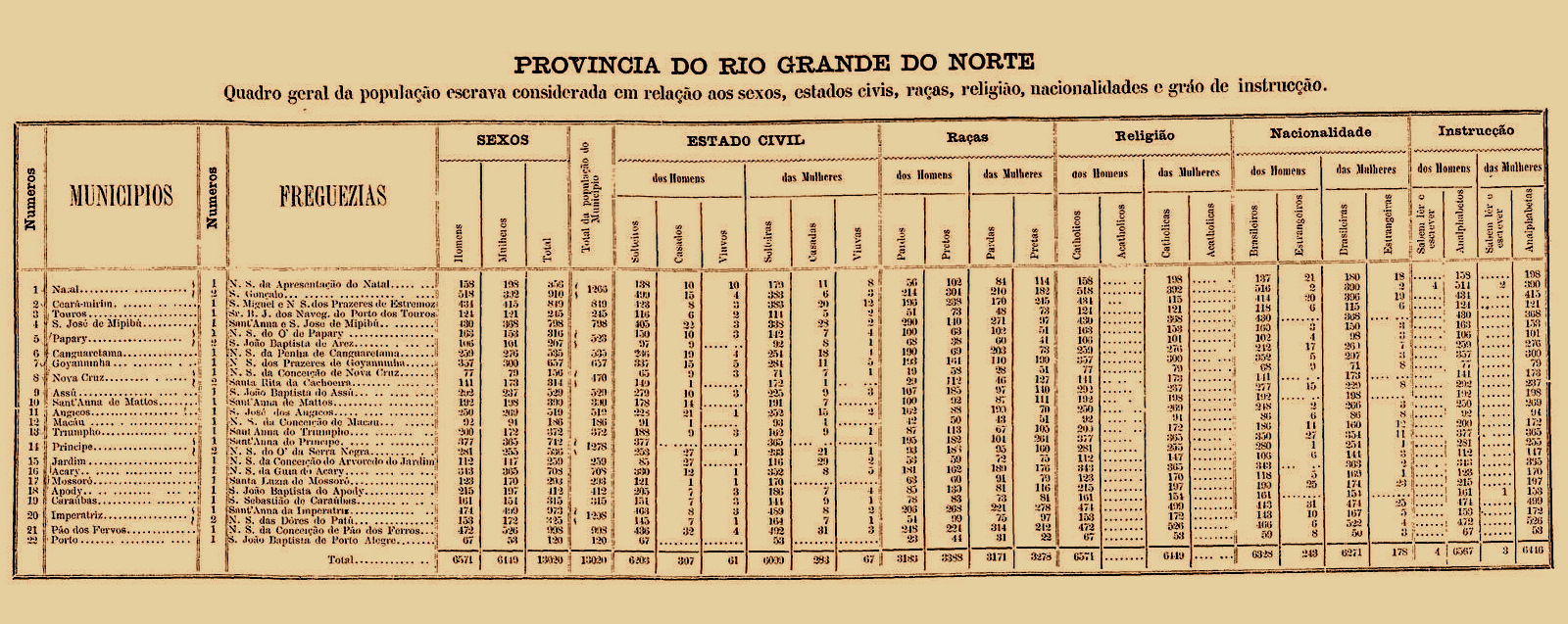
Quadro geral da população escrava considerada em relação aos sexos, estados civis, raças, religião, nacionalidade, e graus de instrução para a Província do Rio Grande do Norte no censo de 1872.

O censo apresenta, além da contagem da população, informações específicas sobre pessoas com deficiência, acesso à escola e profissões exercidas, entre outras. Na época, a profissão de lavrador era a com o maior número de pessoas, seguida por serviços domésticos. Das profissões liberais, a de artista tinha mais representantes, inclusive entre a população escrava. Dentre as mulheres as profissões predominantes eram de serviço doméstico, lavradoras e costureiras. Partindo da população total (homens e mulheres), cerca de 42% não tinham profissão (55% entres os livres, 24% entre escravos). A própria DGE reconhece que o contingente sem uma profissão específica era “enorme”, sobretudo nas províncias do Rio Grande do Norte, Minas Gerais e Pernambuco.
O Censo registrou quase 10 milhões de habitantes distribuídos em 20 províncias e no Município Neutro. O Brasil se dividia em 641 municípios, que, por sua vez, se subdividiam em 1.473 paróquias, as unidades mínimas de informação. A coleta foi realizada nas paroquias.
Neste Censo, a atual região Nordeste ainda aparecia como a maior do país. Das oito províncias mais populosas do Brasil, metade eram do nordeste, também estavam dentre as mais povoadas, já que Pernambuco tinha área menor que São Paulo mas com população maior; e a Paraíba com quase a mesma população do Rio Grande do Sul e área bem menor também. Os moradores das atuais regiões nordeste e sudeste combinados compunham 87,2% da população do país.
É necessário destacar que no Império do Brasil os contemporâneos entendiam o país como sendo geograficamente dividido em apenas duas grandes regiões: o norte (as províncias localizadas do Amazonas à Bahia) e o sul (do Espírito Santo ao Rio Grande do Sul). Sendo assim, a população nortista, ou seja, as que viviam da Bahia ao Amazonas, era de 4 971 407  (50, 06%) e as que viviam nas demais províncias, ou seja o sul, eram de 4 683 469 (47,16%); portanto, a população das duas regiões era praticamente equivalente, com uma pequena vantagem para o norte.
O Município Neutro, localizado entre as províncias do sul, possuía 274 972 habitantes, cerca de 2,77% da população do país. Minas Gerais, com 2 039 735 habitantes era a província mais populosa e com maior número de paróquias (370), a melhor distribuição da população nas paróquias (incluindo áreas urbanas e rurais) era um resquício da emigração populacional decorrente da atividade minerária, que teve seu apogeu no século anterior e levou à mudança da capital do Brasil de Salvador para o Rio de Janeiro em 1763 (as duas maiores cidades no censo de 1872).
Em 1872 o peso da população rural era enorme quando comparado ao da urbana. A população das capitais provinciais e do Município Neutro representava 10,41% da população total, ou seja, 1 083 039 pessoas. Para completar o quadro, 48% da população urbana concentrava-se apenas nas cidades do Rio de Janeiro, Salvador e Recife.

## População porprovíncia
| Província           | Municípios | Paróquias não incluídas | Total de paróquias | População Livre | % Livre | População Escrava | % Escravos | Total da população em 1872 |
| ------------------- | ---------- | ----------------------- | ------------------ | --------------- | ------- | ----------------- | ---------- | -------------------------- |
| Amazonas            | 7          | -                       | 22                 | 56631           | 98,30   | 979               | 1,70       | 57 610                     |
| Pará                | 32         | -                       | 70                 | 247779          | 90,02   | 27458             | 9,98       | 275 237                    |
| Maranhão            | 37         | 1                       | 53                 | 284101          | 78,95   | 74939             | 21,05      | 359 040                    |
| Piauí               | 22         | 2                       | 27                 | 178427          | 88,23   | 23795             | 11,77      | 202 222                    |
| Ceará               | 46         | -                       | 57                 | 689773          | 95,58   | 31913             | 4,42       | 721 686                    |
| Rio Grande do Norte | 22         | -                       | 27                 | 220959          | 94,44   | 13020             | 5,56       | 233 979                    |
| Paraíba             | 24         | -                       | 38                 | 354700          | 94,28   | 21526             | 5,72       | 376 226                    |
| Pernambuco          | 39         | -                       | 71                 | 752511          | 89,42   | 89028             | 10,58      | 841 539                    |
| Alagoas             | 19         | -                       | 28                 | 312268          | 89,73   | 35741             | 10,27      | 348 009                    |
| Sergipe             | 24         | 5                       | 30                 | 153620          | 87,16   | 22623             | 12,84      | 176 243                    |
| Bahia               | 72         | -                       | 169                | 1211792         | 87,84   | 167824            | 12,16      | 1 379 616                  |
| Espírito Santo      | 13         | -                       | 25                 | 59478           | 72,41   | 22659             | 27,59      | 82 137                     |
| Rio de Janeiro      | 33         | 6                       | 123                | 490087          | 62,61   | 292637            | 37,39      | 782 724                    |
| São Paulo           | 89         | -                       | 142                | 680742          | 81,29   | 156612            | 18,71      | 837 354                    |
| Paraná              | 16         | -                       | 23                 | 116162          | 91,67   | 10 560            | 8,33       | 126 722                    |
| Santa Catarina      | 11         | -                       | 38                 | 144818          | 90,62   | 14984             | 9,38       | 159 802                    |
| Rio Grande do Sul   | 28         | 4                       | 72                 | 367022          | 84,41   | 67 791            | 15,59      | 434 183                    |
| Minas Gerais        | 72         | 14                      | 370                | 1669276         | 81,84   | 370459            | 18,16      | 2 039 735                  |
| Goiás               | 26         | -                       | 54                 | 149743          | 93,36   | 10652             | 6,64       | 160 395                    |
| Mato Grosso         | 9          | -                       | 15                 | 53750           | 88,97   | 6667              | 11,03      | 60 417                     |
| Município Neutro    | -          | -                       | 19                 | 226033          | 82,20   | 48939             | 17,80      | 274 972                    |
| Império do Brasil   | 641        | 32                      | 1473               | 8419672         | 84,78   | 1510806           | 15,22      | 9 930 478                  |

### População dos municípios das capitais de província
| Província           | Capital      | População | Proporção em relação à da província | Posição no país |
| ------------------- | ------------ | --------- | ----------------------------------- | --------------- |
| Amazonas            | Manaos       | 29 334    | 50,9%                               | 74º             |
| Pará                | Belém        | 61 997    | 22,5%                               | 7º              |
| Maranhão            | São Luís     | 31 604    | 8,8%                                | 62º             |
| Piauí               | Therezina    | 21 692    | 10,7%                               | 137º            |
| Ceará               | Fortaleza    | 42 458    | 5,9%                                | 26º             |
| Rio Grande do Norte | Natal        | 20 392    | 8,7%                                | 160º            |
| Paraíba             | Parahyba     | 24 714    | 6,6%                                | 105º            |
| Pernambuco          | Recife       | 116 671   | 13,9%                               | 3º              |
| Alagoas             | Maceió       | 27 703    | 8%                                  | 83º             |
| Sergipe             | Aracaju      | 9 559     | 5,4%                                | 366º            |
| Bahia               | Salvador     | 129 109   | 9,4%                                | 2º              |
| Espírito Santo      | Victória     | 16 157    | 19,7%                               | 211º            |
| Rio de Janeiro      | Nictheroy    | 47 548    | 6,1%                                | 20º             |
| São Paulo           | São Paulo    | 31 385    | 3,8%                                | 64º             |
| Paraná              | Curitiba     | 12 651    | 10%                                 | 280º            |
| Santa Catarina      | Desterro     | 25 709    | 16,1%                               | 96º             |
| Rio Grande do Sul   | Porto Alegre | 43 998    | 10,1%                               | 23º             |
| Minas Gerais        | Ouro Preto   | 48 214    | 2,4%                                | 19º             |
| Goiás               | Goyaz        | 19 159    | 11,9%                               | 174º            |
| Mato Grosso         | Cuiabá       | 35 987    | 59,6%                               | 48º             |

### População cabocla (indígena) por província
| Província           | População total | Caboclos | %    |
| ------------------- | --------------- | -------- | ---- |
| Amazonas            | 57 610          | 36 828   | 63,9 |
| Pará                | 275 237         | 44 589   | 16,2 |
| Maranhão            | 359 040         | 10 943   | 3,0  |
| Piauí               | 202 222         | 13 453   | 6,6  |
| Ceará               | 721 686         | 52 837   | 7,3  |
| Rio Grande do Norte | 233 979         | 11 039   | 4,7  |
| Paraíba             | 376 226         | 9 567    | 2,5  |
| Pernambuco          | 841 539         | 11 805   | 1,4  |
| Alagoas             | 348 009         | 6 364    | 1,8  |
| Sergipe             | 176 243         | 3 087    | 1,7  |
| Bahia               | 1 379 616       | 49 882   | 3,6  |
| Espirito Santo      | 82 137          | 5 529    | 6,7  |
| Rio de Janeiro      | 782 724         | 7 852    | 1,0  |
| São Paulo           | 837 354         | 39 465   | 4,7  |
| Paraná              | 126 722         | 9 087    | 7,1  |
| Santa Catarina      | 159 802         | 2 892    | 1,8  |
| Rio Grande do Sul   | 434 183         | 25 717   | 5,9  |
| Minas Gerais        | 2 039 735       | 32 322   | 1,5  |
| Goiás               | 160 395         | 4 250    | 2,6  |
| Mato Grosso         | 60 417          | 8 524    | 14,1 |
| Município Neutro    | 274 972         | 923      | 0,3  |
| Império do Brasil   | 9 930 478       | 383 955  | 3,9  |

## Quadros do Censo

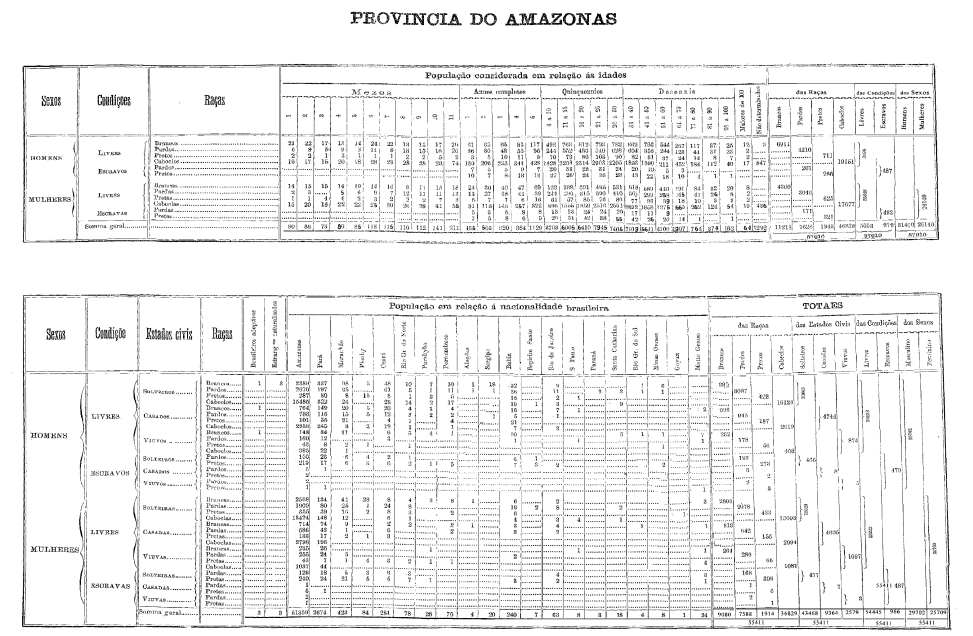
População considerada em relação às idades; e População em relação à nacionalidade brasileira para a província do Amazonas no censo de 1872.
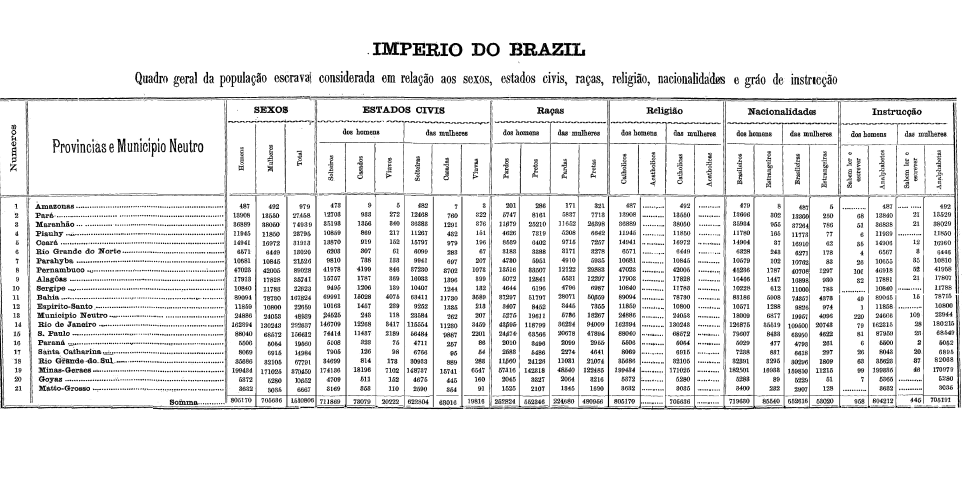
Quadro geral da população escrava considerada em relação aos sexos, estados civis, raças, religião, nacionalidade, e graus de instrução para o Brasil no censo de 1872.
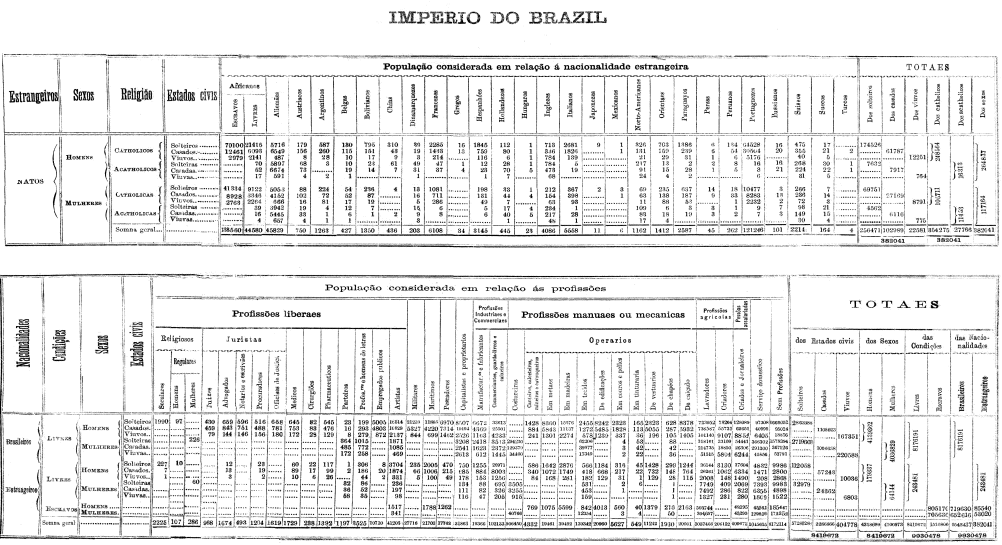
Quadro geral da população considerada em relação nacionalidade estrangeira; e População considerada em relação às profissões para o Brasil no censo de 1872.
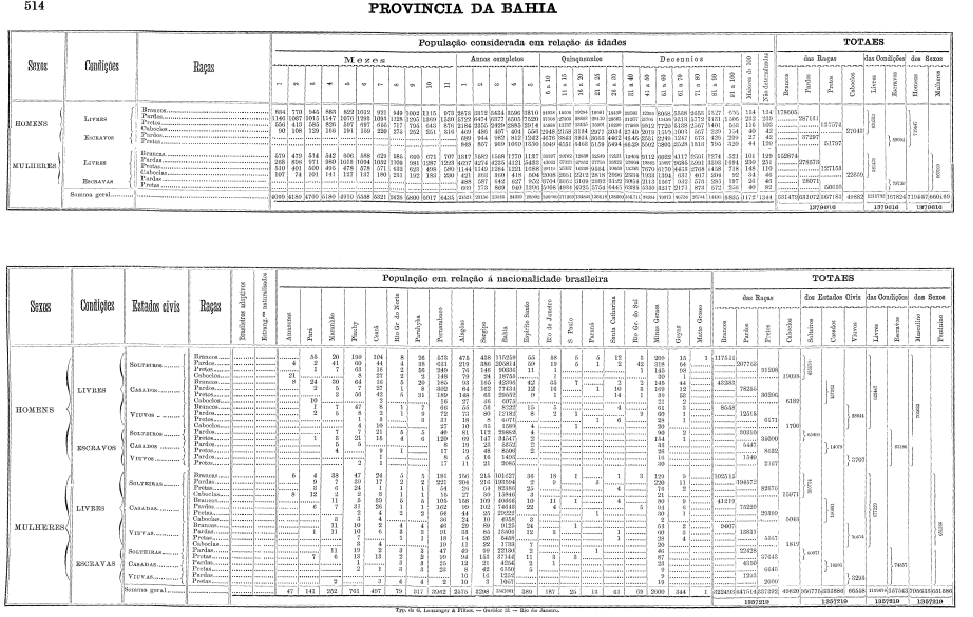
População considerada em relação às idades; e População em relação à nacionalidade brasileira para a província da Bahia no censo de 1872.
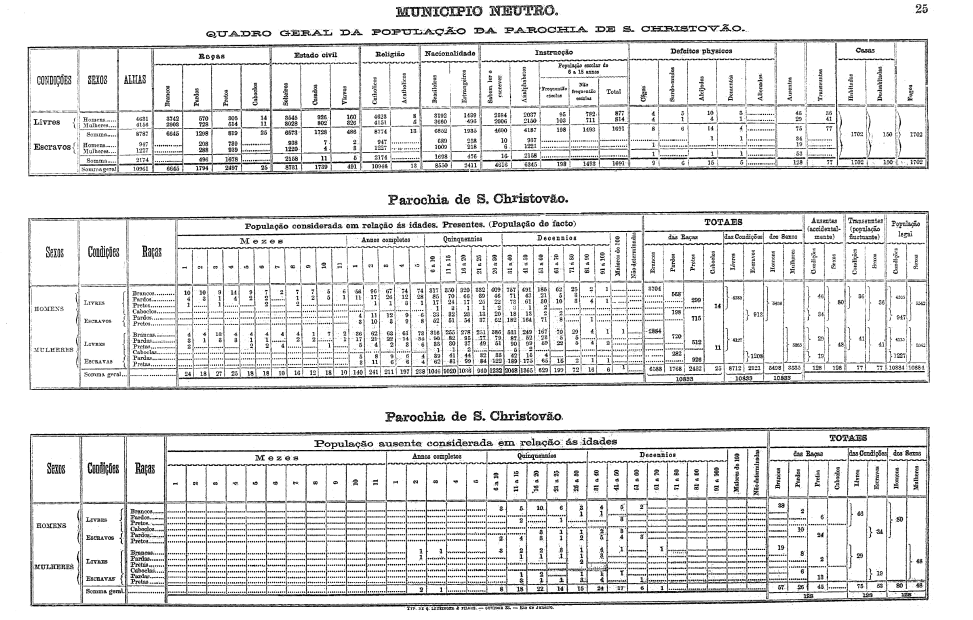
Quadro geral da população da Paróquia de São Cristóvão pertencente Município Neutro no censo de 1872.
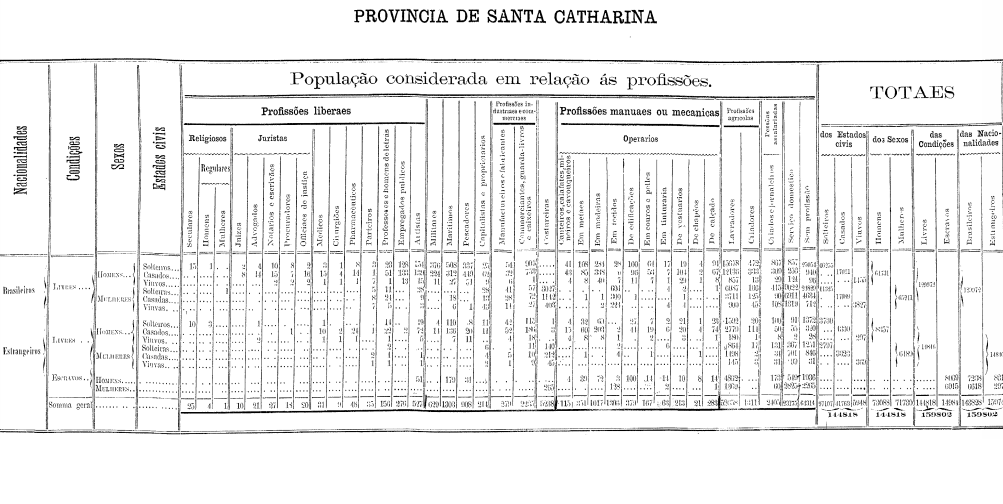
População considerada em relação às profissões para a província de Santa Catarina no censo de 1872.
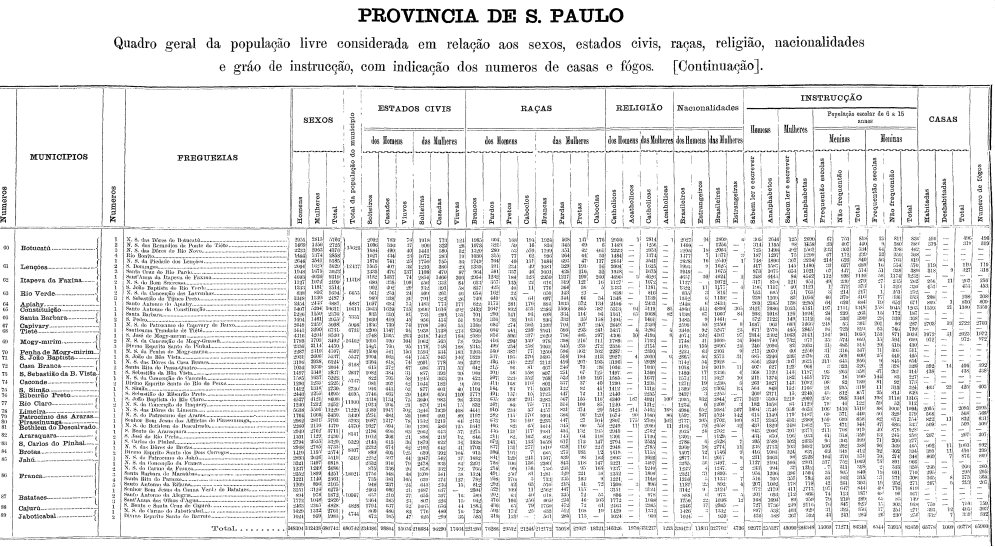
Quadro geral da população Livre considerada em relação aos sexos, estados civis, raças, religião, nacionalidade, e graus de instrução com indicação do número de casas e fogos (Continuação) para a província de São Paulo no censo de 1872.
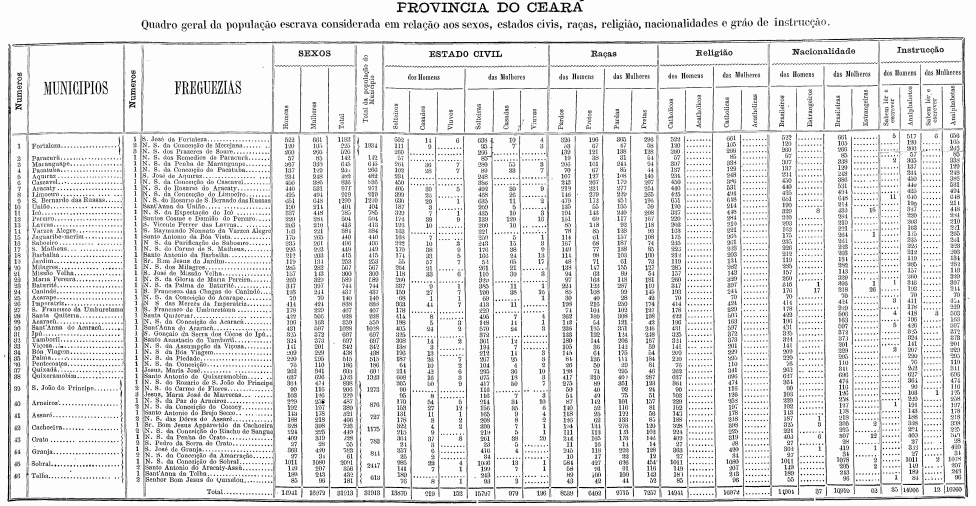
Quadro geral da população escrava considerada em relação aos sexos, estados civis, raças, religião, nacionalidade, e graus de instrução para a província do Ceará no censo de 1872.
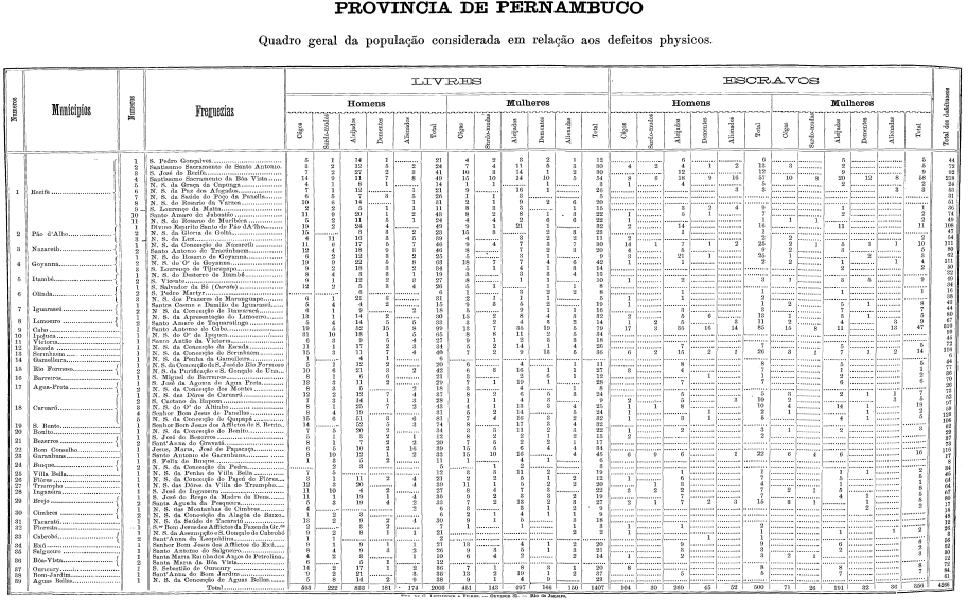
Quadro geral da população considerada em relação aos defeitos físicos para a província de Pernambuco no censo de 1872.
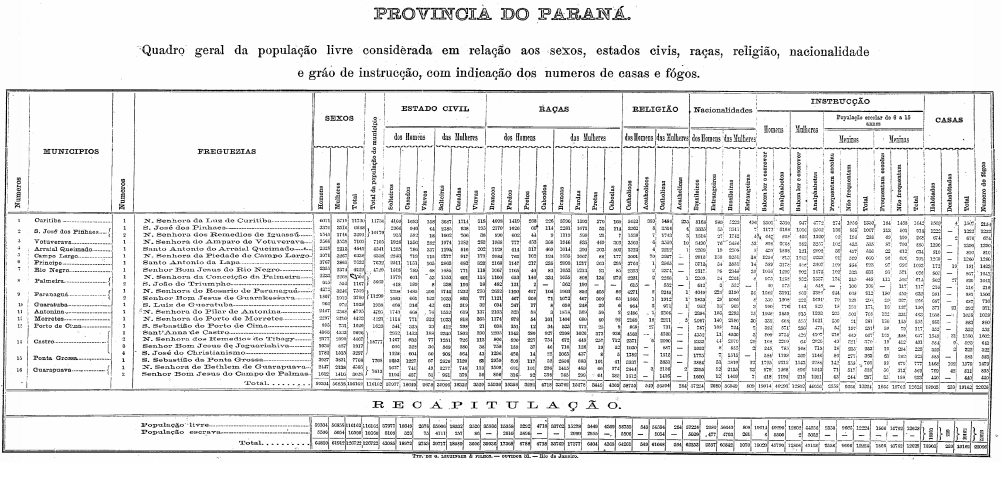
Quadro geral da população Livre considerada em relação aos sexos, estados civis, raças, religião, nacionalidade, e graus de instrução com indicação do número de casas e fogos para a província do Paraná no censo de 1872.
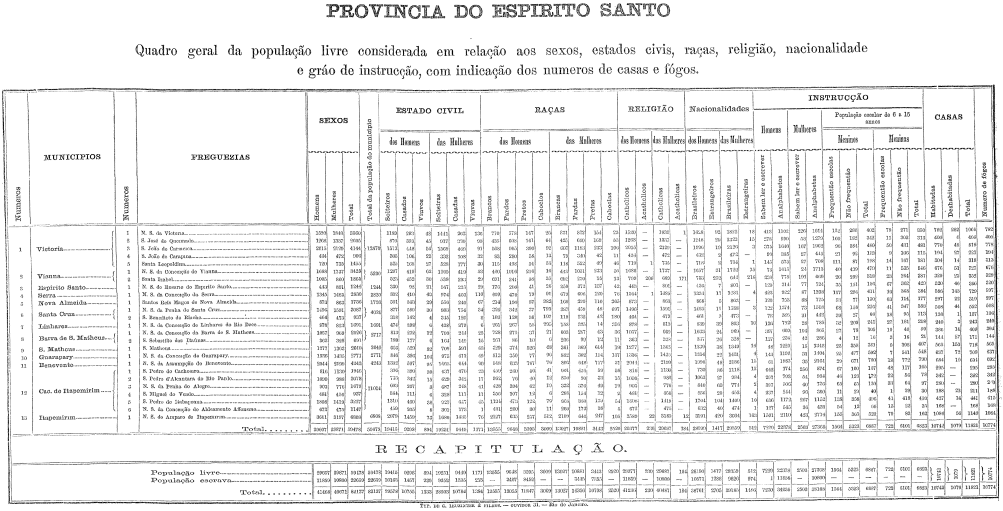
Quadro geral da população Livre considerada em relação aos sexos, estados civis, raças, religião, nacionalidade, e graus de instrução com indicação do número de casas e fogos para a província do Espírito Santo no censo de 1872.
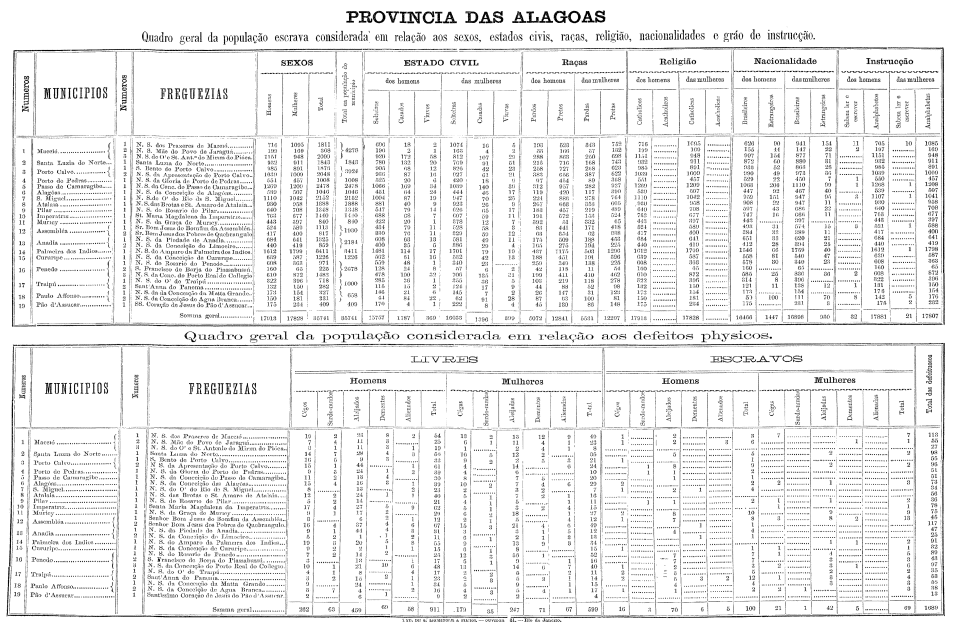
Quadro geral da população escrava considerada em relação aos sexos, estados civis, raças, religião, nacionalidade, e graus de instrução; e Quadro geral da população considerada em relação aos defeitos físicos para a província de Alagoas no censo de 1872.
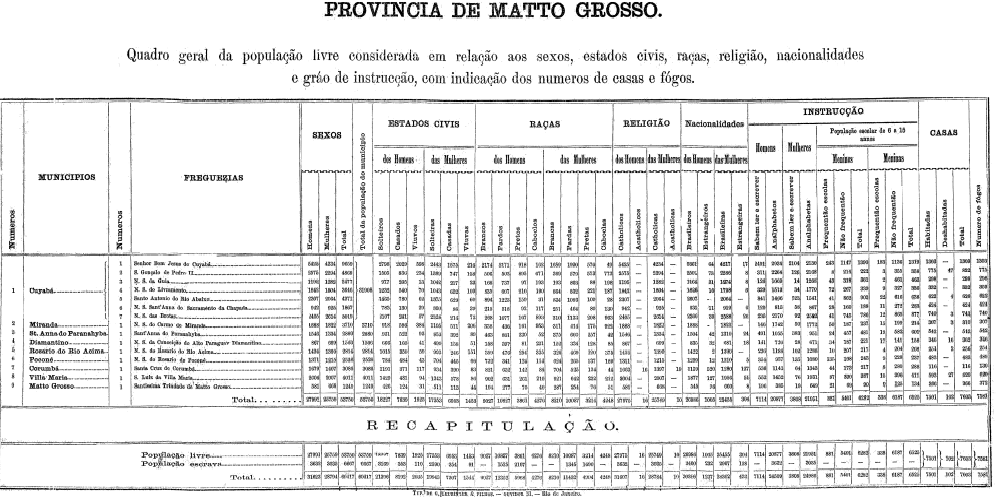
Quadro geral da população Livre considerada em relação aos sexos, estados civis, raças, religião, nacionalidade, e graus de instrução com indicação do número de casas e fogos para a província do Mato Grosso no censo de 1872.